# Exército Democrático do Povo de Uganda
Exército Democrático do Povo de Uganda (em inglês:  Uganda People's Democratic Army, UPDA) foi um grupo rebelde que operou no norte de Uganda de março de 1986 a junho de 1988.
Em janeiro de 1986, o governo do presidente de Uganda, Tito Okello, foi deposto pelos rebeldes do Exército de Resistência Nacional sob o comando de Yoweri Museveni, que tomou a capital de Kampala. Em março de 1986, as forças do Exército de Resistência Nacional haviam ocupado o território tradicional dos acholis, etnia da qual o Presidente Okello era oriundo. No mesmo mês, ex-soldados do Exército de Libertação Nacional de Uganda, da Acholiland, que buscaram refúgio no sul do Sudão, formaram o grupo rebelde Exército Democrático do Povo de Uganda para forçar o Exército de Resistência Nacional a sair do norte e recuperar o status anterior dos acholis.
No final de 1986, o Exército Democrático do Povo de Uganda havia se mostrado incapaz de retomar as cidades, embora controlasse grande parte do campo e estivesse claramente em desvantagem. Muitos rebeldes desertaram e unidades menores se dividiram em semi-banditismo. Muitos acholis se recusaram a aceitar a conclusão lógica de que a resistência era inútil e passariam a apoiar o Movimento Espírito Santo de Alice Auma, que prometia uma visão milenarista do paraíso terrestre ou grupos quiliásticos similares que surgiram, incluindo o grupo rebelde liderado por Joseph Kony, que se tornaria o Exército de Resistência do Senhor.
Após um ano de operações cada vez mais desesperadas, incluindo batalhas ferozes entre os vários grupos rebeldes acholis por recursos, o Exército Democrático do Povo de Uganda assinou um acordo com o governo em junho de 1988. As negociações foram excepcionais na medida em que foram realizadas por oficiais militares. A ala política do Exército Democrático do Povo de Uganda e do Movimento de Resistência Nacional foi excluída das negociações. Enquanto o fundador do Exército Democrático do Povo de Uganda, Odong Latek, se recusou a aceitar o acordo e se juntou ao Exército de Resistência do Senhor, a maioria de seus oficiais percebeu que sua situação militar era desesperadora e, no início de 1989, o grupo rebelde havia deixado de existir.